# Hladki (Białoruś)
Hladki (biał. Глядкі; ros. Глядки) – wieś na Białorusi, w obwodzie mińskim, w rejonie soligorskim, w sielsowiecie Czyżewicze.
W latach 1919–1920 znajdowały się w Polsce, pod Zarządem Cywilnym Ziem Wschodnich, w okręgu brzeskim, w powiecie mozyrskim. W wyniku traktatu ryskiego weszły w skład Związku Sowieckiego.
W pobliżu miejscowości znajduje się przystanek kolejowy Hladki, położony na linii Słuck - Soligorsk.